# Hypermenorroe
Hypermenorroe (een vorm van menorragie) is hevige (meer dan 100 milliliter per week) en langdurende (langer dan een week) menstruatie. Men mag van een groot bloedverlies spreken als men om de twee uur maandverband of tampon moet verwisselen, of zich dubbel moet beschermen (tampons en maandverband tegelijk). Ook als men stolsels verliest die groter zijn dan twee centimeter, is de menstruatie hevig te noemen.

## Oorzaken en gevolgen
Bij jonge meisjes is bij hevige menstruatie zelden sprake van een ziekte. Het gaat bij hen doorgaans om menstruatiecycli waarin nog geen rijpe eicel is vrijgekomen. Een serieuze oorzaak is echter endometriose (de aanwezigheid van baarmoederweefsel buiten de baarmoeder), maar dan zijn er ook andere klachten die meer op de voorgrond treden. Verder kan de oorzaak een poliep of vleesboom in de baarmoeder of baarmoederkanker zijn. Ook bepaalde ziekten zoals suikerziekte, een te traag werkende schildklier of stoornissen aan het bloedstollingsmechanisme in de baarmoeder kunnen een overvloedige menstruatie veroorzaken. Hypermenorroe kan ook optreden bij gebruik van een koperspiraaltje of bij een miskraam. Ook na een bevalling zijn de menstruaties doorgaans heviger dan normaal. Dat is logisch, omdat de baarmoeder - en dus ook de binnenbekleding ervan - dan groter is.
Van erg hevige menstruaties kan men bloedarmoede krijgen. Meestal is het echter zo dat men een erg grote ijzerreserve in het lichaam heeft, waardoor het maanden kan duren voordat hevige menstruaties tot aantoonbare
bloedarmoede leiden.

## Behandeling
In eerste instantie zal een huisarts proberen de problemen te verhelpen met behulp van medicatie. De anticonceptiepil is hierin de gangbare optie. Hierna is voor vrouwen die geen afwijkingen aan de baarmoeder hebben, maar wel last hebben van een overvloedige menstruatie, een endometriumablatie een optie. Hierbij wordt een deel van het slijmvlies van de baarmoeder weggebrand.
In ernstige gevallen van hypermenorroe, die niet verholpen kunnen worden met medicatie of ablatie, kan de baarmoeder verwijderd worden.